# Miss Brasil 1979
Miss Brasil 1979 foi a 26ª edição do tradicional concurso de beleza feminino de Miss Brasil, válido para o certame internacional de Miss Universo 1979. Foi realizado no dia 16 de Junho de 1979 no Ginásio de Esportes Presidente Médici em Brasília, DF. Vinte e quatro Estados e o Distrito Federal disputaram o título que pertencia a mineira Suzana Araújo dos Santos, Miss Brasil 1978. Na ocasião, sagrou-se campeã a representante do Rio Grande do Norte, Marta Jussara da Costa, primeira mulher desse Estado a obter o título. A segunda colocada representou o Brasil no Miss Internacional 1979. A terceira colocada representou o Brasil no Miss Mundo 1979.

## Resultados

### Colocações
| Posição                 | Estado e Candidata |
| ----------------------- | --- |
| Vencedora               | - Rio Grande do Norte - Marta Jussara da Costa |
| 2º. Lugar               | - Goiás - Suzanne Ferreira de Andrade |
| 3º. Lugar               | - São Paulo - Léa Silvia Dall’Acqua |
| 4º. Lugar               | - Rio de Janeiro - Elizabeth Alves Correa |
| 5º. Lugar               | - Minas Gerais - Rejane Luiz da Silva Thomé |
| (TOP 12) Semifinalistas | - Bahia - Georgia Rejane Mendes de Andrade - Distrito Federal - Miriam Aparecida Massi - Mato Grosso do Sul - Vânia Regina Torraca - Pará - Marcia Mirella da Silva Alarcão - Pernambuco - Anne Elizabeth Brasileiro Silva - Rio Grande do Sul - Marlene Petterle S. da Rosa - Santa Catarina - Solange Maria Scortegagna |

## Candidatas
Disputaram o título este ano:
| - Acre - Educyra Magalhães Assef - Alagoas - Walmair Novais dos Santos - Amapá - Márcia Maria Costa de Andrade - Amazonas - Messody Serruya - Bahia - Georgia Rejane Mendes de Andrade - Ceará - Aracília Arruda Sampaio - Distrito Federal - Miriam Aparecida Massi - Espírito Santo - Ivana Guimarães Salomão - Goiás - Suzanne Ferreira de Andrade - Maranhão - Marilene Gomes Borges - Mato Grosso do Sul - Vânia Regina Torraca - Minas Gerais - Rejane Luiz da Silva Thomé - Pará - Marcia Mirella da Silva Alarcão | - Paraíba - Nadjla Maria Catão Cabral - Paraná - Marize Quirino de Souza - Pernambuco - Anne Elizabeth Brasileiro Silva - Piauí - Regina Lúcia de França - Rio de Janeiro - Elizabeth Alves Correa - Rio Grande do Norte - Marta Jussara da Costa - Rio Grande do Sul - Marlene Petterle Silveira da Rosa - Rondônia - Yete de Fátima de Melo Baleeiro - Roraima - Nássara Dias Fraxe - Santa Catarina - Solange Maria Scortegagna - São Paulo - Léa Silvia Dall’Acqua - Sergipe - Kátia Maria Ferreira Costa |